# Jakub Bursa
Jakub Bursa (21. července 1813 Dolní Nakvasovice – 19. srpna 1884 Vlachovo Březí) byl jihočeský lidový umělec, zedník a představitel tvorby tzv. šráfuňků neboli profilovaných štuků. Na Prachaticku a Strakonicku vytvořil na zemědělských usedlostech, hospodách i řemeslnických dílnách honosné a výrazně tvarované štíty. Jeho práce najdeme ve Vlachově Březí, Libotyni, Šumavských Hošticích, Dvorech, Lštění, Předslavicích a jinde. Pracoval především jako fasádník. Když koncem 50. let 19. století vyšla jeho tvorba z módy, zaměřil se na vedení stavební dílny (práce v Lipovici, Tvrzicích a Buku), drobné melouchy a také mistroval stavby, např. v Konopišti. Jeho tvorba je prostá, ale velice přitažlivá. Novinkou je masivní využití písma jako sdělení i kompozičního prvku. Byl jedním z prvních lidových umělců, kteří podepisovali svá díla. Po roce 1840 působil se 30 až 40 zedníky.

## Život

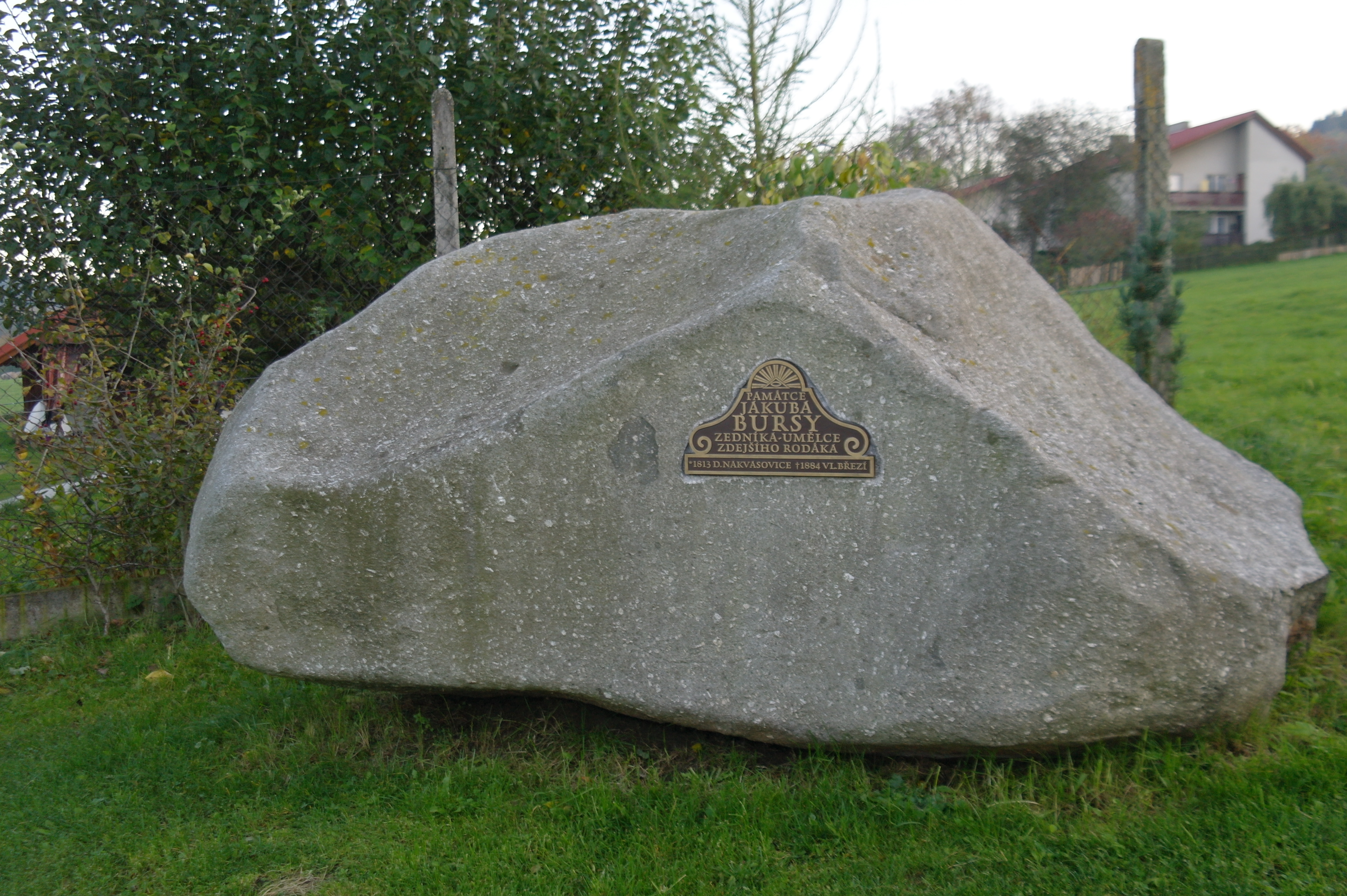
Pamětní kámen v Dolních Nakvasovicích.

Narodil se roku 1813 v Dolních Nakvasovicích. Školní docházku v letech 1821–27 absolvoval ve Vlachově Březí, kde se také vyučil zedníkem v letech 1828–31 u mistra Kárneta. V roce 1831 zde byl také přijat jako tovaryš do zednického cechu. Po úmrtí Kárneta pracoval pod mistrem Josefem Rysem. Jako tovaryš absolvoval vandr do Podunají a Bavor v letech 1837–38. Po návratu se oženil. Od roku 1854 žil ve Vlachově Březí. Měl celkem čtrnáct dětí a postupně přežil své tři manželky – Annu, Klotildu a Kateřinu. Od roku 1840, kdy se stal zednickým mistrem (mistrovským dílem je kovárna ve Vlachově Březí čp. 21), stavěl v širokém okolí, poslední jeho známé dílo je z roku 1870. Ve stáří žil střídavě u svých dětí a byl majitelem stavebního pozemku ve městečku. Zemřel náhle na ulici ve Vlachově Březí 19. srpna 1884.

## Tvorba

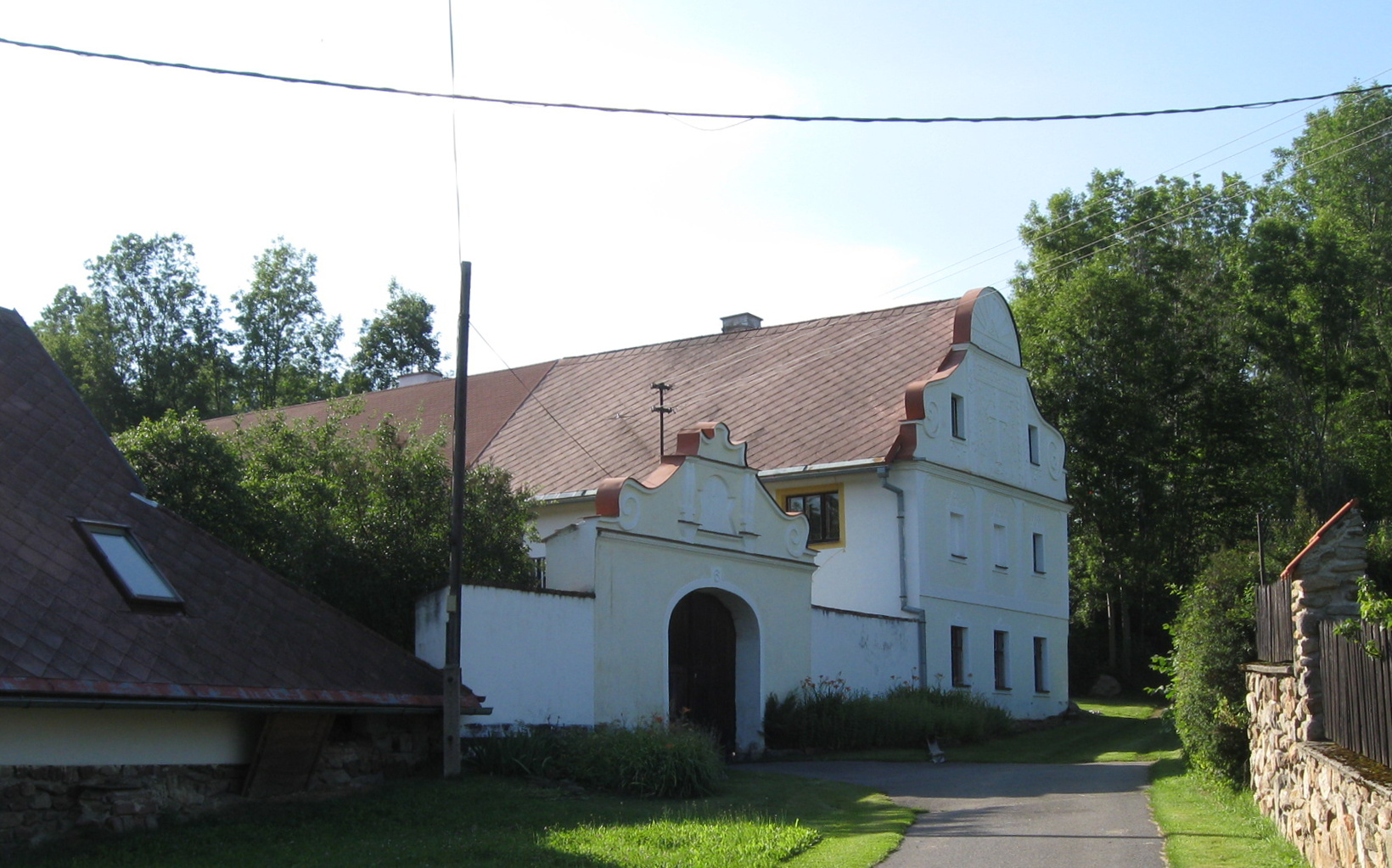
Usedlost čp. 6 v Libotyni

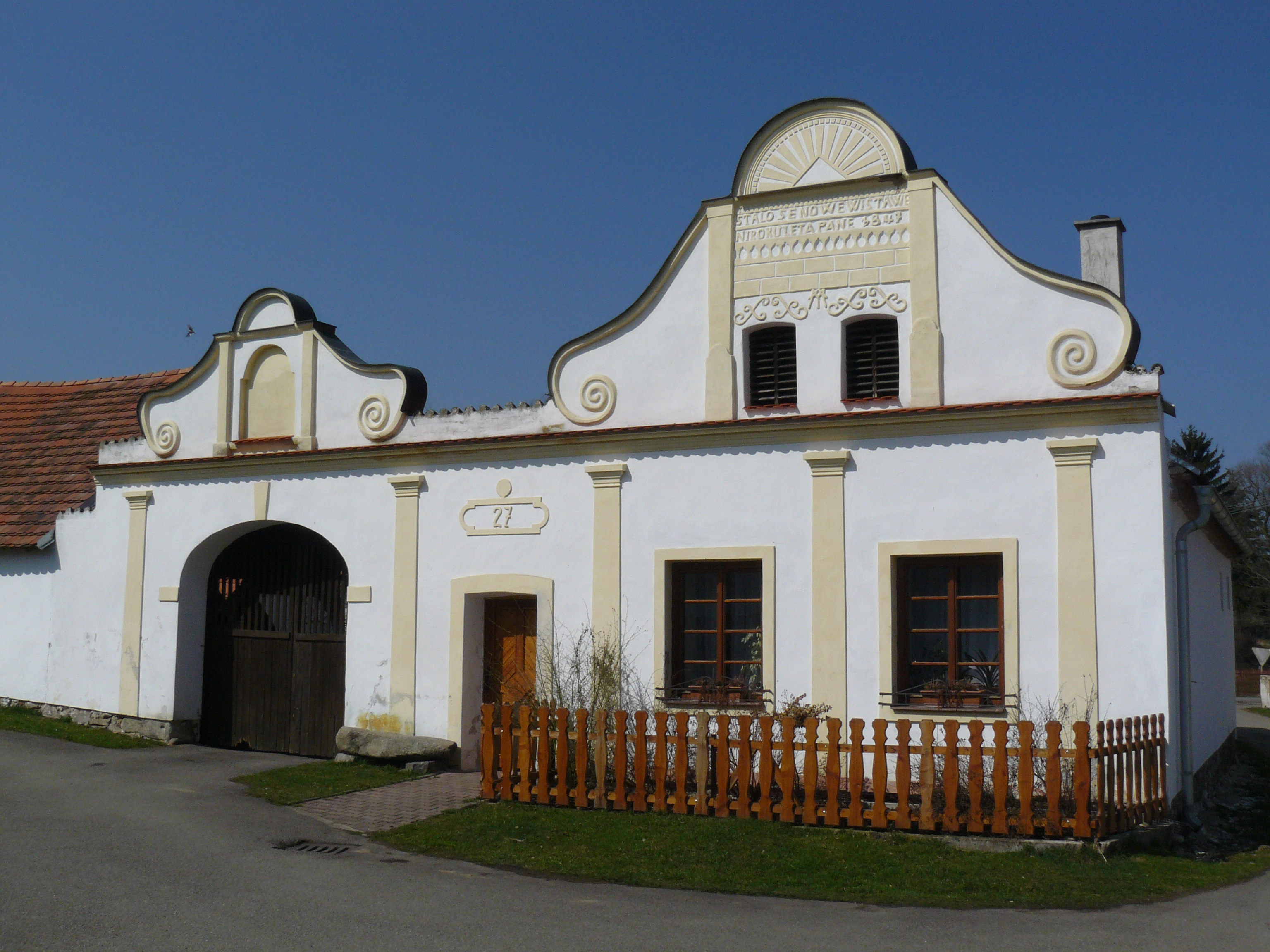
Venkovská usedlost čp. 27 v Bušanovicích

Jakub Bursa je nejznámějším jihočeským stavitelem poloviny 19. století. Využil barokní tvarování štítů v době, kdy už v jiných oblastech Čech převládalo střídmé klasicistní tvarování, což jeho stavbám dodává výrazný punc malebnosti. Ve své tvorbě vycházel z venkovského domu s nízkou valbou ve vrcholu a vypracoval se k výzdobě štítu, pro něho příznačné. Štít pod vlivem městského baroka pojal dynamicky. Vedle baňatého sloupku, který se objevil prvně na kapličce v Libotyni, používal basovitě tvarovaných okének a motiv božího oka ve vrcholu štítu. Od domu čp. 4 v Jiřeticích má štít domu tvar voluty. Pro Bursu je též typický polokruhový tympanon nesený pilastry, které člení plochu štítu. Ke známým pracím patří štít na čp. 6 v Libotyni – Bursovo výtvarně nejlepší dílo (s obrazy, průpovídkami i se štukovými reliéfy). Bursa také komponoval fronty zdí budov ve dvorech, např. v Jiřeticích čp. 4 nebo ve Dvorech čp. 8. Upravoval či stavěl též drobné církevní stavby ve Škarezu, Libotyni, Dvorech či ve Vlachově Březí. Většinu nesprávných a zastaralých poznatků, čerpaných z narativní práce J. Brože, překonal současný výzkum týmu pracovníků Nakladatelství Hrad Strakonice, Muzea ve Volyni a Národního památkového ústavu v Českých Budějovicích.[zdroj?]